# José Maria Rodrigues Alves
José Maria Rodrigues Alves, meglio noto come Zé Maria (Botucatu, 18 maggio 1949), è un ex calciatore brasiliano di ruolo difensore, campione del mondo nel 1970 con la Nazionale brasiliana.
Era una terzino destro di grande forza fisica, tanto da essere soprannominato Super Zé.

## Carriera

### Club
Zé Maria iniziò la sua carriera nel 1966 nelle file della squadra della sua città natale, il Ferroviária.
Nel 1967 si trasferì alla Portuguesa e dopo i vittoriosi Mondiali di Messico '70 al Corinthians. Rimase nella squadra di San Paolo per ben 13 anni vincendo 4 Campionati Paulisti.
Nel 1983 lasciò il Corinthians per concludere la carriera nell'Internacional di Limeira.
Durante la sua carriera vinse per due volte il Bola de Prata, premio assegnato dalla rivista Placar ai migliori 11 giocatori del campionato brasiliano.

### Nazionale
Zé Maria conta 48 presenze con la Nazionale brasiliana, con cui esordì il 20 giugno 1968 a Varsavia in amichevole contro la Polonia (6-3).
Con la Seleção ha partecipato ai Mondiali 1970, vinti dal Brasile, dove però non scese mai in campo essendo la riserva di Carlos Alberto, e del 1974 (quarto posto) dove fu titolare.

## Palmarès

### Club
- Campionato paulista: 4

Corinthians: 1977, 1979, 1982, 1983

### Nazionale
- Campionato mondiale: 1

Messico 1970
- Coppa d'Indipendenza Brasiliana: 1

1972

### Individuale
- Bola de Prata: 2

1973, 1977